# Sportåret 2002

## Händelser

### Allmänt
- 14 januari - Svenska Idrottsgalan arrangeras.[1]
- 8-24 februari - Olympiska vinterspelen avgörs i Salt Lake City.[1]
- 19 december - Reuters utser världens tre främsta idrottskvinnor. Serena Williams, USA (tennis) toppar före Paula Radcliffe, Storbritannien (friidrott) och Annika Sörenstam, Sverige (golf).[2]

### Amerikansk fotboll
- New England Patriots besegrar St. Louis Rams med 20 – 17  i Super Bowl XXXVI. (Final för 2001.)

#### NFL:s slutspel
- I slutspelet deltar från och med 1990 12 lag. I slutspelets omgång I deltar tre Wild Cards tillsammans med den tredje-seedade divisionssegraren. Lag 3 möter lag 6 och lag 4 möter lag 5. Lagen som seedats etta och tvåa går direkt till omgång II.

##### NFC (National Football Conference)
- - Lagen seedades enligt följande
- 1 Philadelphia Eagles
- 2 Tampa Bay Buccaneers
- 3 Green Bay Packers
- 4 San Francisco 49ers (Wild Card)
- 5 New York Giants (Wild Card)
- 6 Atlanta Falcons (Wild Card)

- - Omgång I (Wild Cards)
- Atlanta Falcons besegrar Green Bay Packers med 27 – 7
- San Francisco 49ers besegrar New York Giants med 39 - 38

- - Omgång II
- Philadelphia Eagles besegrar Atlanta Falcons med 20 – 6
- Tampa Bay Buccaneers besegrar San Francisco 49ers med 31 - 6

- -     - Omgång III
- Tampa Bay Buccaneers besegrar Philadelphia Eagles med 27 – 10   i NFC-finalen

##### AFC (American Football Conference)
- - Lagen seedades enligt följande
- 1 Oakland Raiders
- 2 Tennessee Titans
- 3 Pittsburgh Steelers
- 4 New York Jets (Wild Card)
- 5 Indianapolis Colts (Wild Card)
- 6 Cleveland Browns (Wild Card)

- - Omgång I (Wild Cards)
- New York Jets besegrar Indianapolis Colts med 41 – 0
- Pittsburgh Steelers besegrar Cleveland Browns 36 – 33

- - Omgång II
- Tennessee Titans besegrar Pittsburgh Steelers med 34 – 31 (efter förlängning)
- Oakland Raiders besegrar New York Jets med 30 – 10

- -     - Omgång III
- Oakland Raiders besegrar Tennessee Titans med 41 - 24  i AFC-finalen

### Bandy
- 16 mars - Västerstrands AIK blir svenska mästare för damer efter finalvinst över AIK med 7–6 (efter förlängning på Studenternas IP i Uppsala.[3][4]
- 17 mars - Sandvikens AIK blir svenska mästare för herrar efter finalvinst över Västerås SK med 8-4 på Studenternas IP i Uppsala.[5][6]
- 5 juli - Estland, Indien och Mongoliet inträder i Internationella bandyförbundet.[7]
- 27 oktober - Sandvikens AIK vinner World Cup i Ljusdal genom att i finalen besegra HK Vodnik, Ryssland med 3-2.[8]
- 24 november - HK Vodnik vinner Europacupen i Archangelsk genom att i finalen besegra Sandvikens AIK med 3-2.[9]

### Baseboll
- 27 oktober - American League-mästarna Anaheim Angels vinner World Series med 4-3 i matcher över National League-mästarna San Francisco Giants.[10]

### Basket
- 28 april - Solna Vikings blir svenska mästare för damer efter seger med 3-0 i matcher mot Norrköping Flamengos.[1]
- 13 juni - Los Angeles Lakers vinner NBA-finalserien mot New Jersey Nets.[11]
- 8 september - FR Jugoslavien blir herrvärldsmästare genom att finalslå Ryssland med 84-77 efter förlängning i Indianapolis.[12]
- 25 september - USA blir damvärldsmästare genom att finalslå Ryssland med 79-74 i Nanking.[13]
- Plannja Basket, Luleå blir svenska mästare för herrar.

### Bordtennis
- Sverige segrar i lagtävlingen för herrar före Tyskland i europamästerskapen.

### Boxning
- 9 juni - Lennox Lewis, Storbritannien knockar Mike Tyson, USA i åttonde ronden och behåller världsmästartiteln i tungviktsboxning för herrar.[1]
- 18 augusti - Laila Ali, USA besegrar Suzy Taylor, USA efter två ronder och blir världsmästare i supermellanvikt för damer.[1]
- 15 september - Armand Krajnc, Sverige får i en proffsmatch mot Sergej Tatevosjan, Ryssland blödningar i hjärnans nedre delar och måste stanna på sjukhus i flera dagar.[1]
- 16 november - Paolo Roberto, Sverige besegrar Raul Eduardo Bejarano, Argentina med 3-0 i Mariehamn.[2]

### Brottning
- 17 januari - Sveriges Mikael Ljungberg, 31, meddelar att han slutar brottas.[1]
- Omar Ghanbarzehi, svensk mästare och årets sportmästare

### Curling
- Kanada vinner VM för herrar före Norge med  Skottland på tredje plats. Sverige kommer på åttonde plats.
- Skottland vinner VM för damer före Sverige med Norge på tredje plats.

### Cykel
- 2 juni - Paolo Salvodelli, Italien vinner Giro d'Italia.[1]
- 2 juni - Marcus Ljungqvist, Sverige vinner Luxemburg runt.[1]
- 28 juli - Lance Armstrong, USA vinner Tour de France för fjärde året i rad.[1]
- 2 december - Susanne Ljungskog tilldelas Svenska dagbladets guldmedalj.[2]

- Mario Cipollini,  Italien vinner landsvägsloppet i VM.
- Aitor González, Spanien vinner Vuelta a España

### Drakbåtspaddling
- Den 21-22 augusti gick drakbåts-EM för landslag 2002 i Poznan i Polen.

### Fotboll
- 9 januari - Libyska investmentbolaget Lafico köper drygt 5 % av aktierna i Juventus FC.[1]
- 13 februari - Kamerun vinner afrikanska mästerskapet för herrar genom att besegra Senegal med 3–2 efter straffsparksläggning i finalen i Bamako.[14]
- 15 februari - Kabul United förlorar med 1-3 till ett lag med brittiska, franska och danska säkerhetsstyrkor. Under talibanregimen infördes förbud mot idrottstävlingar.[1]
- 6 mars - Real Madrid säljer träningsanläggningen Ciudad Deportiva.[1]
- 4 maj - Arsenal FC vinner FA-cupfinalen mot Chelsea FC med 2-0 på Millennium Stadium i Cardiff.[15]
- 8 maj - Feyenoord vinner Uefacupen genom att besegra Borussia Dortmund med 5–3 i finalen på Stadion Feijenoord i Rotterdam.[16]

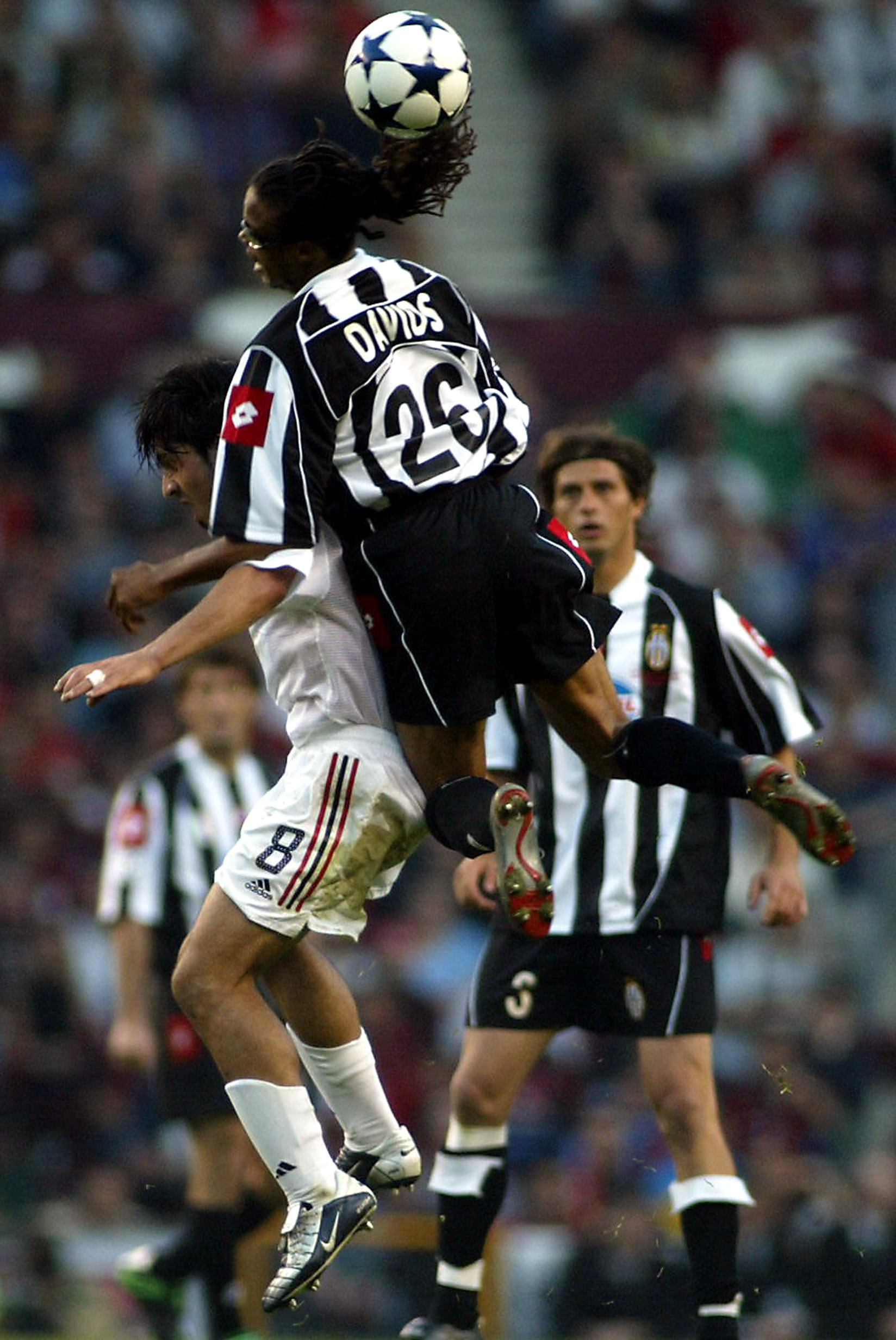
Nickduell under finalen av UEFA Champions League.

- 15 maj - Real Madrid CF vinner Uefa Champions League genom att besegra Bayer 04 Leverkusen med 2–1 i finalen på Hampden Park, Glasgow i Glasgow.[16]
- 23 maj – 1. FFC Frankfurt vinner Uefa Women's Cup efter finalvinst med 2-0 mot Umeå IK med 2-0 på Waldstadion i Frankfurt am Main.[17]
- 28 maj - FIFA-kongressen i Seoul avgörs.[1]
- 30 juni - Brasilien blir herrvärldsmästare genom att i finalen besegra  Tyskland med 2–0 i Yokohama. På tredje plats kommer  Turkiet.[18]
- 11 juli - Uefa beslutar att andra gruppspelsomgången i Uefa Champions League skall avskaffas. Man behåller dock konceptet med 32 lag i huvudturneringen.[1]
- 17 juli - Italienska Serie A stänger gränserna för spelare utanför EU.[1]
- 1 augusti - IFK Göteborgs Pontus Kåmark meddelar att han slutar på grund av knäskadan.[1]
- 29 augusti - Helsingborgs IF ger tränaren Sören Cratz sparken.[1]
- 30 augusti
  - Real Madrid CF vinner Uefa Super Cup.[16]
  - IFK Göteborgs tränare Stefan Lundin avgår självmant och ersätts av Roger Gustafsson.[1]
- 31 augusti - Ronaldo från Brasilienlämnar italienska Inter FC för spel i Real Madrid.[1]
- 31 augusti - Ronaldo från Brasilien gör sitt första mål för Real Madrid då Deportivo Alavés hemmabesegras med 5-2.[2]
- 16 november - Rami Shaaban från Sverige debuterar som målvakt för Arsenal FC, och håller nollan mot Tottenham Hotspur FC.[2]
- 17 december - Ronaldo, Brasilien, utses till Årets spelare i Europa och Världens bästa fotbollsspelare.[2]
- 26 december - 16-årige James Milner i Leeds United FC blir yngste målskytt någonsin i FA Premier League.[2]
- 28 december - Arsenal FC:s målvakt Rami Shaaban från Sverige bryter vadbenet och skedbenet på träning.[2]
- 30 december - AIK meddelar att Richard Money skall leda laget kommande säsong.[2]
- Okänt datum – José Saturnino Cardozo, Paraguay, utses till Årets spelare i Sydamerika.
- Okänt datum – El-Hadji Diouf, Senegal, utses till Årets spelare i Afrika.
- Okänt datum – Shinji Ono, Japan, utses till Årets spelare i Asien.
- Okänt datum – Brett Emerton, Australien, utses till Årets spelare i Oceanien.

#### Ligasegrare / resp. lands mästare
- Belgien - KRC Genk
- Danmark - Brøndby IF
- England - Arsenal FC
- Frankrike - Olympique Lyonnais
- Italien - Juventus FC
- Nederländerna – AFC Ajax
- Skottland - Celtic FC
- Portugal – Sporting Lissabon
- Spanien - Valencia CF
- Sverige - Djurgårdens IF (herrar) Umeå IK (damer)
- Turkiet - Galatasaray SK
- Tyskland - Borussia Dortmund

#### Cupsegrare
- 9 november
  - Djurgårdens IF vinner Svenska cupen för herrar genom att i finalen besegra AIK med 1-0 på Råsunda fotbollsstadion i Solna.[19][20]
- Umeå IK vinner Svenska cupen för damer genom att i finalen besegra Kopparbergs/Göteborg FC med 3-0 på Råsunda fotbollsstadion i Solna.[21][22][23]
- FA-cupen – Arsenal FC
- Copa del Rey – RC Deportivo de La Coruña
- Skotska cupen – Rangers FC
- Skotska ligacupen – Celtic FC
- Franska cupen – FC Lorient

### Friidrott
- 6 februari - Globengalan avgörs i Stockholm.[1]
- 1-3 mars - Inomhus-Europamästerskapen avgörs i Wien.[1]
- 5 mars - Stefan Holm, Sverige hoppar 17.80 meter i Scandinavium i Göteborg och noterar nytt inomhus-Europarekord i höjdhopp för herrar.[1]
- 8 juni - Alfred Shemweta, Sverige vinner herrklassen och Lena Gavelin, Sverige vinner damklassen vid Stockholm Marathon.[1]
- 23 juni – 19-årige Johan Wissman, IFK Helsingborg noterar nytt svenskt rekord på 200 meter löpning för herrar vid Europacupen i Sevilla.[1]
- 30 juni – Carolina Klüft, Sverige vinner Europacupen i sjukamp för damer i Riga och noterar nytt svenskt rekord med 6 272 poäng.[1]
- 2 juli – Kajsa Bergqvist, Sverige noterar nytt svenskt rekord i höjdhopp för damer då hon glider över 2.04 meter vid tävlingar i Lausanne.[1]
- 16 juli – Kirsten Belin, Sverige noterar nytt svenskt rekord i stavhopp för damer då hon hoppar 4.42 på DN-galan i Stockholm.[1]
- 25 juli – Christian Olsson, Sverige noterar nytt svenskt rekord i trestegshopp för herrar då hon hoppar 17.64 på Götagalan i Karlstad.[1]
- 11 augusti – Carolina Klüft sätter juniorvärldsrekord i sjukamp, 6 542 poäng, EM i München
- 18 augusti – Kajsa Bergqvist, Sverige noterar nytt svenskt rekord i höjdhopp för damer då hon glider över 2.05 meter vid tävlingar i Poznań.[1]
- 23-25 augusti - Finnkampen avgörs på Helsingfors Olympiastadion. Finland vinner herrkampen med 223-187, och Sverige vinner damkampen med 215,5-192,5.[1]
- 27 augusti – Kirsten Belin, Sverige noterar nytt nordiskt rekord i stavhopp för damer då hon hoppar 4.51.[1]
- 27 november - Ulf Karlsson får Tidningarnas Telegrambyrås idrottsledarpris.[2]
- 31 december - Robert Kipkoech Cheruiyot, Kenya vinner herrklassen och Marizete de Paula Rezende, Brasilien vinner damklassen vid Sylvesterloppet i São Paulo.[24]
- Rodgers Rop, Kenya vinner herrklassen vid Boston Marathon.[25] medan Margaret Okayo, Kenya vinner damklassen.[26]
- Vid europamästerskapen uppnåddes följande resultat av svenska deltagare:
  - Höjdhopp, herrar
    - 2. Stefan Holm
    - 3. Staffan Strand

  - Tresteg, herrar - 1. Christian Olsson
  - Höjdhopp, damer - 1. Kajsa Bergqvist
  - Sjukamp, damer - 1. Carolina Klüft

### Golf

#### Herrar
- 4 augusti - Graeme McDowell, Storbritannien vinner Scandinavian Masters.[1]
- Mest vunna prispengar på PGA-touren:  Tiger Woods, USA med 6 912 625$
- Mest vunna prispengar på Champions Tour (Senior-touren): Hale Irwin, USA med 3 028 304$

##### Ryder Cup
- Europa besegrar USA med 15½ - 12½

##### Majorstävlingar
- 14 april - Tiger Woods, USA vinner US Masters.[1]
- 17 juni - Tiger Woods, USA vinner US Open för Phil Mickelson, USA.[1]
- US Open - Tiger Woods, USA
- British Open - Ernie Els, Sydafrika
- PGA Championship - Rich Beem, USA

#### Damer
- 24 november - Annika Sörenstam, Sverige avslutar säsongen med att vinna USA-tourfinalen i Florida.[2]

- Mest vunna prispengar på LPGA-touren: Annika Sörenstam, Sverige med 2 863 904$

##### Majorstävlingar
- Kraft Nabisco Championship - Annika Sörenstam, Sverige
- LPGA Championship - Se Ri Pak, Sydkorea
- US Womens Open - Juli Inkster, USA
- Weetabix Womens British Open - Karrie Webb, Australien

### Gymnastik

#### VM

##### Herrar
- - Fristående
- 1 Marian Drăgulescu, Rumänien
  - Räck
- 1 Vlastos Maras, Grekland
  - Barr
- 1 Xiaopeng Li, Kina
  - Bygelhäst
- 1 Marius Urzică, Rumänien
  - Ringar
- 1 Szilveszter Csollany, Ungern
  - Hopp
- 1 Xiaopeng Li, Kina

##### Damer
- - Fristående
- 1 Elena Gomez, Spanien
  - Barr
- 1 Courtney Kupets, USA
  - Bom
- 1 Ashley Postell, USA
  - Hopp
- 1 Jelena Zamolodtjikova, Ryssland

### Handboll
- 3 februari - Sverige blir Europamästare för herrar genom att finalbesegra Tyskland med 33–31 i Stockholm.[27]
- 11 mars - Djurgårdens IF och BK Söder går samman för att skapa Stockholms första storlag sedan SoIK Hellas glansdagar under 1970-talet.[1]
- 17 april - Hammarby IF kvalificerar sig för Elitserien för herrar.[1]
- 1 maj - HK Drott blir svenska mästare för herrar.[1]
- 29 oktober - Kroatien vinner World Cup genom att finalslå Tunisien med 33-31 i Sverige medan Sverige slår Danmark med 26-24-matchen om tredje pris på samma ort.[28]
- 3 november - Frankrike vinner World Cup genom att finalslå Danmark med 35-34 i Göteborg medan Tyskland slår Ryssland med 35-34-matchen om tredje pris på samma ort.[29]
- 15 december - Danmark blir Europamästare för damer genom att finalbesegra Norge med 25–23 i Århus.[30]

### Hästsport

#### Travsport
- 30 januari - Prix d'Amérique avgörs i Paris.[1]
- 4 juli -  Sprintmästaren avgörs i Halmstad.[1]
- 14 juli – Italienska Varenne noterar nytt världsrekord för 1 000-metersbana på Mikkelibanan i Finland, 1.09.3.[1]

### Innebandy
- 20 april
  - Pixbo Wallenstam IBK blir svenska mästare för herrar genom att besegra Pixbo Wallenstam IBK med 6–5 efter sudden death i finalen på Hovet i Stockholm.[31]
  - Balrog IK blir svenska mästare för damer genom att besegra Örnsköldsviks SK med 7–4 efter sudden death i finalen på Hovet i Stockholm.[31]
- 25 maj - Sverige blir herrvärldsmästare genom att finalbesegra Finland med 6-4 i Helsingfors.[32]

### Ishockey
- 8 januari - Peter Forsberg återvänder till Denver för att spela med Colorado Avalanche. Den 11 januari meddelar dock läkarna meddelar att han har en ny vänsterfotskada. Den 16 januari förlänger han sitt kontrakt.[1]
- 4 januari - Ryssland vinner juniorvärldsmästerskapet i Parubice och Hradec Králové genom att finalslå Kanada med 5-4.[33]
- 18 januari - AIK sparkar tränarna Kari Jalonen och Per Ljussträng. I stället kommer laget ledas av Tommy Sandlin.[1]
- 21 februari - Kanada blir olympiska dammästare före USA. Sverige blir trea.[34]
- 24 februari - Kanada blir olympiska herrmästare före USA. Ryssland blir trea.[35]
- 2 april - Mats Sundin, Toronto Maple Leafs noterar gör sitt 394:e NHL-mål sedan debuten 1990.[1]
- 6 april - Färjestads BK blir svenska herrmästare efter slutspelsvinst över Modo Hockey med 3 matcher mot 0.[36]
- 11 maj - Slovakien blir herrvärldsmästare genom att i finalen besegra Ryssland. Sverige belägger tredje platsen.[37]
- 13 juni - Stanley Cup vinns av Detroit Red Wings som besegrar Carolina Hurricanes med 4 matcher mot 1 i slutspelet.[38]
- 14 juni - NHL Awards delas ut.[1]
- 15 juni - Kjell Nilsson efterträder Rickard Fagerlund som ordförande för Svenska Ishockeyförbundet.[39]
- 17 december - IIHF meddelar att man tänker starta en ny Europaliga från säsongen 2004/2005.[2]

### Konståkning

#### VM
- Herrar – Aleksej Jagudin, Ryssland
- Damer – Irina Slutskaja, Ryssland
- Paråkning – Shen Xue & Zhao Hongbo, Kina
- Isdans – Irina Lobatjeva & Ilja Averbuch, Ryssland

#### EM
- Herrar – Aleksej Jagudin, Ryssland
- Damer – Maria Butyrskaja, Ryssland
- Paråkning – Tatjana Totmianina  & Maksim Marinin, Ryssland
- Isdans – Marina Anissina & Gwendal Peizerat, Frankrike

### Motorsport
- 14 januari - Vid Dakarrallyt vinner Hiroshi Masuoka, Japan bilklassen före fjolårssegraren Jutta Kleinschmidt, Tyskland medan Fabrizio Meoni, Italien vinner motorcykelklassen.[1]
- 30 oktober - Volvo lämnar STCC och ETCC.[1]
- 6 november - Kenny Bräck lämnar Champ Car och återgår till Indycar Series.[2]

#### Enduro
- Anders Eriksson, Sverige blir världsmästare i 500cc-klassen, fyrtakt på en Husqvarna.
- Peter Bergvall, Sverige blir världsmästare i 250cc-klassen, fyrtakt på en Yamaha.

#### Formel 1
- 13 oktober - Världsmästare blir Michael Schumacher, Tyskland. Titeln säkrades rekordtidigt under säsongen, vid Frankrikes Grand Prix den 21 juli 2002.[1]

#### Indycar
- 30 juni - Hélio Castroneves, Brasilien vinner Indianapolis 500.[1]

#### Isracing
- 24 februari - Sverige blir lagvärldsmästare i Krasnojarsk före Ryssland.[1]

#### Rally
- 7 september - Mats Jonsson från Forshaga vinner Rejmerrallyt och blir därmed svensk mästare för elfte gången 2003.[1]
- 17 november - Marcus Grönholm, Finland vinner rally-VM.

#### Speedway
- 26 oktober - Tony Rickardsson, Sverige blir världsmästare.
- 24 september - Rospiggarna blir svenska mästare efter finalseger mot Kaparna.[1]

#### Sportvagnsracing
- 15-16 juni - Frank Biela, Tom Kristensen och Emanuele Pirro vinner Le Mans 24-timmars med en Audi R8.

### Orientering
- 26 juli – Mats Haldin, Finland vinner herrklassen och Simone Luder, Schweiz, vinner damklassen vid  Sexdagarsloppet i Karlstad.[1]

### Simning
- 23 januari - Sveriges Emma Igelström noterar nytt kortbane-världsrekord på 50 meter bröstsim, som hon simmar på 30.43.[1]

#### VM i simning på kort bana
- Vid VM i simning på kort bana uppnås följande svenska resultat:

##### Herrar
- Lagkapp 4 x 100 m frisim – 2. Sverige (Eric Lafleur, Stefan Nystrand, Lars Frölander och Mathias Ohlin)

##### Damer
- 50 m frisim – 1. Therese Alshammar
- 100 m frisim – 1. Therese Alshammar
- 50 m bröstsim – 1. Emma Igelström
- 100 m bröstsim – 1. Emma Igelström
- 200 m bröstsim – 2. Emma Igelström
- 50 m fjärilsim - 1. Anna-Karin Kammerling
- 100 m fjärilsim - 3. Anna-Karin Kammerling
- Lagkapp 4 x 100 m frisim – 1. Sverige  (Josefin Lillhage, Therese Alshammar,  Johanna Sjöberg och Anna-Karin Kammerling)
- Lagkapp 4 x 100 m medley – 1. Sverige  (Therese Alshammar, Emma Igelström, Anna-Karin Kammerling och Johanna Sjöberg)

#### EM i simning på lång bana
- Vid EM i simning på lång bana uppnås följande svenska resultat:

##### Herrar
- 50 m fjärilsim – 3. Lars Frölander
- Lagkapp 4 x 100 m frisim – 2. Sverige (Eric Lafleur, Stefan Nystrand, Lars Frölander och Mathias Ohlin)

##### Damer
- 50 m frisim – 1. Therese Alshammar
- 50 m bröstsim – 1. Emma Igelström
- 100 m bröstsim – 1. Emma Igelström
- 200 m bröstsim – 3. Emma Igelström
- 50 m fjärilsim - 1. Anna-Karin Kammerling
- 100 m fjärilsim - 3. Anna-Karin Kammerling
- Lagkapp 4 x 100 m frisim – 2. Sverige  (Josefin Lillhage, Johanna Sjöberg, Anna-Karin Kammerling och Therese Alshammar )
- Lagkapp 4 x 100 m medley – 2. Sverige  (Therese Alshammar, Emma Igelström, Anna-Karin Kammerling och Johanna Sjöberg)

#### EM i simning på kort bana
- - Vid EM i simning på kort bana uppnås följande svenska resultat:

##### Herrar
- 50 m frisim – 1. Stefan Nystrand

##### Damer
- 50 m frisim - 3. Anna-Karin Kammerling
- 50 m bröstsim – 1. Emma Igelström
- 50 m fjärilsim - 1. Anna-Karin Kammerling
- 100 m fjärilsim - 2. Anna-Karin Kammerling
- Lagkapp 4 x 50 m frisim – 1. Sverige  (Josefin Lillhage, Therese Alshammar, Anna-Karin Kammerling och Cathrine Carlsson)
- Lagkapp 4 x 50 m medley – 1. Sverige  (Jenny Lind, Emma Igelström, Anna-Karin Kammerling och Therese Alshammar)

### Skidor, alpina grenar

#### Herrar

##### Världscupen
- Totalsegrare: Stephan Eberharter, Österrike
- Slalom: Ivica Kostelić, Kroatien
- Storslalom: Frédéric Covili, Frankrike
- Super G: Stephan Eberharter, Österrike
- Störtlopp: Stephan Eberharter, Österrike
- Kombination: Kjetil André Aamodt, Norge

##### SM
- Slalom vinns av Johan Brolenius, Tärna IK Fjällvinden. Lagtävlingen vinns av IFK Borlänge.
- Storslalom vinns av Fredrik Nyberg, Sundsvalls SLK, Lagtävlingen vinns av Umeå-Holmsund SK.
- Super G vinns av Patrik Järbyn, IFK Lidingö SLK. Lagtävlingen vinns av IFK Borlänge.
- Störtlopp vinns av Patrik Järbyn, IFK Lidingö SLK. Lagtävlingen vinns av IFK Borlänge.
- Kombination vinns av Lars Levén, IFK Borlänge.

#### Damer
- 13 april - Sveriges Pernilla Wiberg har på sig Sverigedräkten då hon i Lindvallen kör sitt sista tävlingsåk i karriären.[1].

##### Världscupen
- Totalsegrare: Michaela Dorfmeister, Österrike
- Slalom: Laure Péquegnot, Frankrike
- Storslalom: Sonja Nef, Schweiz
- Super G: Hilde Gerg, Tyskland
- Störtlopp: Isolde Kostner, Italien
- Kombination: Renate Götschl, Österrike

##### SM
- Slalom vinns av Ylva Nowén, Östersund-Frösö SLK. Lagtävlingen vinns av Huddinge SK.
- Storslalom vinns av Anna Ottosson, Östersund-Frösö SLK. Lagtävlingen vinns av Östersund-Frösö SLK.
- Super G vinns av Janette Hargin, Huddinge SK. Lagtävlingen vinns av Huddinge SK.
- Störtlopp vinns av Jessica Lindell-Vikarby, Huddinge SK. Lagtävlingen vinns av Huddinge SK.
- Kombination vinns av Janette Hargin, Huddinge SK.

### Skidor, nordiska grenar
- 3 mars - Daniel Tynell, Falun-Borlänge SK vinner herrklassen medan Svetlana Nagejkina, Ryssland vinner damklassen då Vasaloppet avgörs.[40]
- 23 mars - Per Elofsson, Sverige säkrar slutsegern i  världscupen i längdskidåkning genom en åttondeplats i Birkebeinerrennet.[1]

#### Herrar

##### Världscupen
- 1 Per Elofsson, Sverige
- 2 Thomas Alsgaard, Norge
- 3 Anders Aukland, Norge

###### Sprint
- 1 Trond Iversen, Norge
- 2 Jens Arne Svartedal, Norge
- 3 Cristian Zorzi, Italien

##### SM
- 15 km (K) vinns av Anders Södergren, Stockviks SF. Lagtävlingen vinns av Piteå Elit SK
- 30 km (K) vinns av Mathias Fredriksson, Häggenås SK. Lagtävlingen vinns av Häggenås SK.
- 50 km (F) vinns av Anders Södergren, Stockviks SF. Lagtävlingen vinns av Häggenås SK.
- Jaktstart (10 km F + 15 km K) vinns av Per Elofsson, IFK Umeå. Lagtävlingen vinns av Häggenås SK.
- Stafett 3 x 10 km (F) vinns av IFK Umeå med laget  Lars Carlsson, Per Elofsson och Jörgen Brink .
- Sprint (F) vinns av Peter Larsson, Bergnäsets AIK.

#### Damer

##### Världscupen
- 1 Bente Skari (Martinsen), Norge
- 2 Kateřina Neumannová, Tjeckien
- 3 Stefania Belmondo, Italien

###### Sprint
- 1 Bente Skari (Martinsen), Norge
- 2 Anita Moen, Norge
- 3 Kateřina Neumannová, Tjeckien

##### SM
- 5 km (K) vinns av Lina Andersson, Malmbergets AIF. Lagtävlingen vinns av Åsarna IK.
- 15 km (K) vinns av Anna Dahlberg, Åsarna IK. Lagtävlingen vinns av Åsarna IK.
- 30 km (F) vinns av Anna Dahlberg, Åsarna IK.  Lagtävlingen vinns av Åsarna IK.
- Jaktstart (5 km F + 10 km K) vinns av Jenny Olsson, Åsarna IK. Lagtävlingen vinns av Åsarna IK.
- Stafett 3 x 5 km (F) vinns av Åsarna IK med laget  Mariana Handler, Jenny Olsson och Anna Dahlberg .
- Sprint (F) vinns av Anna Dahlberg, Åsarna IK.

### Skidorientering
- 23 februari-3 mars - Världsmästerskapen avgörs i Borovets.[41]

### Skidskytte
- 21 mars - Magdalena Forsberg, Sverige säkrar slutsegern i damernas världscup genom en fjärdeplacering vid deltävlingen i Holmenkollen.[1]

#### Herrar

##### VM
- Masstart 15 km
  - 1 Raphaël Poirée, Frankrike
  - 2 Sven Fischer, Tyskland
  - 3 Frode Andresen, Norge
    - Övriga grenar ingick i Olympiska vinterspelen 2002

##### Världscupen
- 1 Rafaël Poirée, Frankrike
- 2 Pavel Rostovtsev, Ryssland
- 3 Ole Einar Bjørndalen, Norge

#### Damer

##### VM
- Masstart 12,5 km
  - 1 Olena Zubrilova, Ukraina
  - 2 Olga Pyljova, Ryssland
  - 3 Olga Nazarova, Vitryssland
    - Övriga grenar ingick i Olympiska vinterspelen 2002

##### Världscupen
- - 1 Magdalena Forsberg, Sverige
  - 2 Liv Grete Poirée, Norge
  - 3 Uschi Disl, Tyskland

### Tennis

#### Herrar
- 1 december - Davis Cup: Ryssland finalbesegrar Frankrike med 3-2 i Paris.[42]

##### Tennisens Grand Slam
- Australiska öppna - Thomas Johansson, Sverige
- Franska öppna - Albert Costa, Spanien
- Wimbledon - Lleyton Hewitt, Australien
- US Open - Pete Sampras, USA

#### Damer

##### Tennisens Grand Slam
- Australiska öppna - Jennifer Capriati, USA
- 9 juni – Serena Williams, USA vinner Franska öppna genom att finalslå storasyster Venus Williams, USA med 2-0 i set.[1]
- 6 juli – Serena Williams, USA vinner  Wimbledonmästerskapen genom att finalslå storasyster Venus Williams, USA med 2-0 i set.[1]
- US Open - Serena Williams, USA
- 3 november - Slovakien vinner Fed Cup genom att finalbesegra Spanien med 3-1 i Maspalomas.[43]

### Volleyboll
- 15 september - Italien blir damvärldsmästare genom att finalbesegra USA med 3-2 i Tyskland.[44]
- 13 oktober - Brasilien blir herrvärldsmästare genom att finalbesegra Ryssland med 3-2 i Buenos Aires.[45]

## Evenemang
- Olympiska vinterspelen 2002 genomförs 8 februari - 24 februari i Salt Lake City, USA
- VM i basket anordnas i Indianapolis, USA
- VM på cykel anordnas i Zolder, Belgien
- VM i curling anordnas i Bismarck, North Dakota, USA
- VM i fotboll anordnas i 10 städer vardera i Sydkorea och Japan
- VM i gymnastik anordnas i Debrecen, Ungern
- VM i ishockey för herrar anordnas i Göteborg, Karlstad och Jönköping,  Sverige
- VM i konståkning anordnas i Nagano, Japan
- VM i simning på kort bana anordnas i Moskva, Ryssland
- VM i skidskytte anordnas i Oslo, Norge
- EM i bordtennis anordnas i Zagreb, Kroatien
- EM i friidrott anordnas i München, Tyskland
- EM i handboll för damer anordnas i Danmark
- EM i handboll för herrar anordnas i Sverige
- EM i konståkning anordnas i Lausanne, Schweiz
- EM i simning på kort bana anordnas i Riesa, Tyskland
- EM i simning på lång bana anordnas i Berlin, Tyskland

## Födda
- 12 juli – Nico Williams, spansk fotbollsspelare.

## Avlidna
- 19 januari - Vavá, brasiliansk fotbollsspelare.
- 14 februari – Nándor Hidegkuti, ungersk fotbollsspelare.
- 22 mars
  - Marcel Hansenne, fransk friidrottare.
  - Greta Molander, norsk-svensk rallyförare
- 23 maj – Sam Snead, amerikansk professionell golfspelare.
- 26 maj – Mamo Wolde, etiopisk friidrottare.
- 17 juni
  - Willie Davenport, amerikansk friidrottare.
  - Fritz Walter, tysk fotbollsspelare och -ledare.
- 20 juni – Martinus Osendarp, nederländsk friidrottare.
- 5 juli – Ted Williams, amerikansk basebollspelare.
- 12 augusti – Knud Lundberg, dansk landslagsman i fotboll, handboll och basket.
- 18 september – Bob Hayes, amerikansk friidrottare och am. fotbollsspelare.

### Fotnoter
1. 1 2 3 4 5 6 7 8 9 10 11 12 13 14 15 16 17 18 19 20 21 22 23 24 25 26 27 28 29 30 31 32 33 34 35 36 37 38 39 40 41 42 43 44 45 46 47 48 49 50 51 52 53 54 55 56 57 58 59   När Var Hur 2003. DN
2. 1 2 3 4 5 6 7 8 9 10 11 12 13   När Var Hur 2004. DN
3. ↑  Erik Jonsson (16 mars 2002). ”2000–2009”. Svenska Bandyförbundet. https://www.svenskbandy.se/BANDYFINALEN/HISTORIK/Svenskamastare/Damer/2000-2009/. Läst 16 mars 2020.
4. ↑  Jimmy Andersson. ”Damernas elitserie och slutspel 01/02”. Jimbo Bandy. Arkiverad från originalet den 24 maj 2012. https://archive.is/20120524203231/http://www.jimbobandy.nu/0102/damallsvenskan.html. Läst 20 augusti 2011.
5. ↑  Erik Jonsson (17 mars 2002). ”2000–2009”. Svenska Bandyförbundet. https://www.svenskbandy.se/BANDYFINALEN/HISTORIK/Svenskamastare/Herrar/2000-2009/. Läst 17 mars 2020.
6. ↑  Jimmy Andersson. ”Slutspelet 2001/02”. Jimbo Bandy. Arkiverad från originalet den 21 december 2005. https://web.archive.org/web/20051221120238/http://www.jimbobandy.nu/0102/slut.html. Läst 20 augusti 2011.
7. ↑  ”FIB History” (på engelska). International Bandy Federation. https://www.worldbandy.com/about-fib/. Läst 21 augusti 2011.
8. ↑  ”World Cup 2002”. Bandysidan. http://www.bandysidan.nu/event.php?EVID=29. Läst 20 augusti 2011.
9. ↑  ”Europacupen 2002/03”. Bandysidan. http://www.bandysidan.nu/event.php?EVID=38. Läst 2 september 2011.
10. ↑  ”2002 World Series” (på engelska). Baseball-Reference.com. http://www.baseball-reference.com/postseason/2002_WS.shtml. Läst 25 juni 2015.
11. ↑  ”Basketball Reference”. http://www.basketball-reference.com/leagues/NBA_2002_games.html. Läst 25 augusti 2011.
12. ↑  ”Sport Statistics”. Arkiverad från originalet den 11 juli 2008. https://web.archive.org/web/20080711144001/http://todor66.com/basketball/World/Men_2002.html. Läst 24 augusti 2011.
13. ↑  ”Sport Statistics”. Arkiverad från originalet den 2 oktober 2013. https://web.archive.org/web/20131002025759/http://todor66.com/basketball/World/Women_2002.html. Läst 24 augusti 2011.
14. ↑  ”African Nations Cup 2002” (på engelska). RSSSF. http://www.rsssf.com/tables/02a.html. Läst 16 augusti 2011.
15. ↑  ”England FA Challenge Cup 2001-2002” (på engelska). RSSSF. http://www.rsssf.com/tablese/engcup02.html. Läst 19 augusti 2012.
16. 1 2 3  ”UEFA European Competitions 2001-02” (på engelska). RSSSF. http://www.rsssf.com/ec/ec200102.html. Läst 16 augusti 2011.
17. ↑  ”UEFA Club Championship (Women) 2001/02” (på engelska). RSSSF. http://www.rsssf.com/ec/ec-wom02.html. Läst 16 augusti 2011.
18. ↑  ”World Cup 2002” (på engelska). RSSSF. http://www.rsssf.com/tables/2002f.html. Läst 12 augusti 2011.
19. ↑  ”Sweden Cup 2002” (på engelska). RSSSF. http://www.rsssf.com/tablesz/zwedcup02.html. Läst 16 augusti 2011.
20. ↑  Jimmy Lindahl (15 augusti 2005). ”Svenska cupen – finalmatcher”. Bolletinen. http://www.bolletinen.se/sfs/pdf/stat_h_allsvens_1941_2005_stat_herr_cupen_finalmatcher.pdf. Läst 21 augusti 2012.
21. ↑  ”Sweden (Women) 2002” (på engelska). RSSSF. http://www.rsssf.com/tablesz/zwed-wom02.html. Läst 16 augusti 2011.
22. ↑  Jimmy Lindahl (15 augusti 2005). ”Svenska cupen för damer”. Bolletinen. http://www.bolletinen.se/sfs/pdf/stat_d_lanslag_19981_2005_sv_cup_damer.pdf. Läst 21 augusti 2012.
23. ↑  ”Svenska cupen damer”. Svenska Fotbollförbundet. Arkiverad från originalet den 23 mars 2020. https://web.archive.org/web/20200323135107/https://www2.svenskfotboll.se/cuper-och-serier/svenska-cupen-damer/resultat-tidigare-ar/2002/. Läst 23 mars 2020.
24. ↑  ”2000” (på portugisiska). Sylvesterloppet. Arkiverad från originalet den 1 mars 2014. https://web.archive.org/web/20140301034122/http://www.saosilvestre.com.br/2000. Läst 19 augusti 2012.
25. ↑  ”Boston Marathon”. Arkiverad från originalet den 27 april 2015. https://web.archive.org/web/20150427035419/http://www.baa.org/races/boston-marathon/boston-marathon-history/past-champions/past-mens-open-champions.aspx. Läst 9 april 2011.
26. ↑  ”Boston Marathon”. Arkiverad från originalet den 7 mars 2012. https://web.archive.org/web/20120307073943/http://www.baa.org/races/boston-marathon/boston-marathon-history/past-champions/past-womens-open-champions.aspx. Läst 9 april 2011.
27. ↑  ”Sport Statistics”. Arkiverad från originalet den 19 juni 2011. https://web.archive.org/web/20110619224051/http://todor66.com/handball/Europe/Men_2002.html. Läst 23 augusti 2011.
28. ↑  ”Men Handball World Cup 2006 Sweden 24-29.10 - Winner Croatia” (på engelska). Sport Statistics. Arkiverad från originalet den 24 augusti 2011. https://web.archive.org/web/20110824170907/http://www.todor66.com/handball/World_Cup/Men_2006.html. Läst 26 augusti 2012.
29. ↑  ”Men Handball World Cup 2002 Sweden - 29.10-03.11 Winner France” (på engelska). Sport Statistics. Arkiverad från originalet den 24 augusti 2011. https://web.archive.org/web/20110824170546/http://www.todor66.com/handball/World_Cup/Men_2002.html. Läst 26 augusti 2012.
30. ↑  ”Sport Statistics”. Arkiverad från originalet den 24 augusti 2011. https://web.archive.org/web/20110824145729/http://www.todor66.com/handball/Europe/Women_2002.html. Läst 23 augusti 2011.
31. 1 2  ”Datum i innebandyhistorien”. Svenska Innebandyförbundet. Arkiverad från originalet den 15 maj 2021. https://web.archive.org/web/20210515132333/https://epiadmin.innebandy.se/sv/StatistikHistorik/Datum-i-innebandyhistorien/. Läst 22 augusti 2011.
32. ↑  ”4th Men's World Championships” (på engelska). International Floorball Federation. Arkiverad från originalet den 13 september 2011. https://web.archive.org/web/20110913142217/http://www.floorball.org/default.asp?sivu=5&alasivu=255&kieli=826. Läst 22 augusti 2011.
33. ↑  ”Championnat du monde 2002 des moins de 20 ans” (på franska). Hockey Archives. 4 januari 2002. https://www.hockeyarchives.info/U-20_2002.htm. Läst 9 september 2012.
34. ↑  ”Jeux Olympiques de Salt Lake City 2002 Compétition féminine” (på franska). Hockey Archives. 21 februari 2002. https://www.hockeyarchives.info/JOfem2002.htm. Läst 15 augusti 2011.
35. ↑  ”Jeux Olympiques de Salt Lake City 2002” (på franska). Hockey Archives. 24 februari 2002. https://www.hockeyarchives.info/JO2002.htm. Läst 15 augusti 2011.
36. ↑  ”Championnat de Suède 2001/02” (på franska). Hockey Archives. 6 april 2002. https://www.hockeyarchives.info/Suede2002.htm. Läst 15 augusti 2011.
37. ↑  ”Championnats du Monde 2002” (på franska). Hockey Archives. 11 maj 2002. https://www.hockeyarchives.info/mondial2002.htm. Läst 15 augusti 2011.
38. ↑  ”NHL 2001/02” (på franska). Hockey Archives. 13 juni 2002. https://www.hockeyarchives.info/NHL2002.htm. Läst 9 september 2012.
39. ↑  ”Presentation av Anders Larsson ny ordförande för Svenska Ishockeyförbundet”. Svenska Ishockeyförbundet. 17 juni 2015. https://www.swehockey.se/Nyheter/nyheterfransvenskaishockeyforbundet/2015/Juni2015/PresentationavAndersLarssonnyordforandeforSvenskaIshockeyforbundet. Läst 17 mars 2020.
40. ↑  ”Historiska segrare”. Vasaloppet. Arkiverad från originalet den 22 mars 2020. https://web.archive.org/web/20200322121012/https://www.vasaloppet.se/wp-content/uploads/sites/1/2019/09/historiska_segrare_vasaloppet_sve_2019-09-18.pdf. Läst 5 september 2011.
41. ↑  ”World Ski Orienteering Championships 2002” (på engelska). http://orienteering.org/events/?event_id=127. Läst 9 september 2012.
42. ↑  ”Davis Cup”. http://www.daviscup.com/en/results/tie/details.aspx?tieId=100003656. Läst 20 augusti 2011.
43. ↑  ”Fed Cup”. Arkiverad från originalet den 24 mars 2012. https://web.archive.org/web/20120324121352/http://www.fedcup.com/en/results/tie/details.aspx?tieId=100004013. Läst 21 augusti 2011.
44. ↑  ”Sport Statistics”. Arkiverad från originalet den 27 december 2015. https://web.archive.org/web/20151227011747/http://todor66.com/volleyball/World/Women_2002.html. Läst 24 augusti 2011.
45. ↑  ”Sport Statistics”. Arkiverad från originalet den 16 november 2015. https://web.archive.org/web/20151116062612/http://todor66.com/volleyball/World/Men_2002.html. Läst 24 augusti 2011.